# Лі Канін
Лі Канін (кор. 이강인, нар. 19 лютого 2001, Інчхон) — південнокорейський футболіст, півзахисник клубу «Парі Сен-Жермен».

## Клубна кар'єра
Народився 19 лютого 2001 року в місті Інчхон. Вихованець футбольної школи клубу «Валенсія», в академії якої перебував з липня 2011 року. З 2017 року став виступати за резервну команду клубу, «Валенсія Месталья», в якій провів два сезони у Сегунді Б, взявши участь у 26 матчах чемпіонату. У липні 2018 року підписав з «кажанами» контракт до літа 2022 року з опцією викупу в розмірі 80 млн євро.
В основному складі «Валенсії» дебютував 30 жовтня 2018 року в матчі Кубка Іспанії проти клубу «Ебро». 12 січня 2019 року дебютував у Ла Лізі, вийшовши на заміну замість Дениса Черишева в матчі проти клубу «Реал Вальядолід». На той момент корейцю було лише 17 років, 10 місяців і 24 дні й він став другим наймолодшим гравцем в історії турніру, а також наймолодшим іноземцем, що дебютував у Ла Лізі. Наразі відіграв за валенсійський клуб 3 матчів в національному чемпіонаті.

## Виступи за збірну
У складі збірної Південної Кореї до 20 років Лі взяв участь в молодіжному чемпіонаті світу 2019 року у Польщі.
Разом зі збірною став срібним призером цього чемпіонату, а в особистому заліку — став кращим гравцем турніру, отримавши «Золотий м'яч». Також став одним з трьох найкращих асистентів турніру (4).

## Статистика виступів

### Статистика клубних виступів
| Сезон             | Команда             | Чемпіонат         | Чемпіонат | Чемпіонат | Національний кубок | Національний кубок | Національний кубок | Континентальні кубки | Континентальні кубки | Континентальні кубки | Інші змагання | Інші змагання | Інші змагання | Усього | Усього | Усього |
| Сезон             | Команда             | Ліга              | Ігор      | Голів     | Ліга               | Ігор               | Голів              | Ліга                 | Ігор                 | Голів                | Ліга          | Ігор          | Голів         | Ігор   | Голів  |        |
| ----------------- | ------------------- | ----------------- | --------- | --------- | ------------------ | ------------------ | ------------------ | -------------------- | -------------------- | -------------------- | ------------- | ------------- | ------------- | ------ | ------ | ------ |
| 2017–18           | «Валенсія Месталья» | СДБ               | 11        | 1         |                    | -                  | -                  |                      | -                    | -                    |               | -             | -             | 11     | 1      |        |
| 2018–19           | «Валенсія Месталья» | СДБ               | 15        | 3         |                    | -                  | -                  |                      | -                    | -                    |               | -             | -             | 15     | 3      |        |
| 2018–19           | «Валенсія»          | ПД                | 2         | 0         | КІ                 | 6                  | 0                  | ЛЧ+ЛЄ                | 0+1                  | 0                    |               | -             | -             | 9      | 0      |        |
| Усього за кар'єру | Усього за кар'єру   | Усього за кар'єру | 28        | 4         |                    | 6                  | 0                  |                      | 1                    | 0                    |               | -             | -             | 35     | 4      |        |

## Титули і досягнення

### Клубні
«Валенсія»
- Володар Кубка Іспанії (1): 2018–19

«Парі Сен-Жермен»
- Чемпіон Франції (2): 2023–24, 2024–25
- Володар Кубка Франції (2): 2023–24, 2024–25
- Володар Суперкубка Франції (2):  2023, 2024
- Переможець Ліги чемпіонів УЄФА (1): 2024–25
- Володар Суперкубка УЄФА (1): 2025

### Збірна
- Молодіжний чемпіонат світу з футболу 2019: Срібний призер

### Особисті
- Молодіжний чемпіонат світу з футболу 2019: «Золотий м'яч»: «Найкращий асистент» — 4